# シャンカルダヤール・シャルマー
シャンカルダヤール・シャルマー（ヒンディー語: शंकरदयाल शर्मा, 英語: Shankar Dayal Sharma, 1918年8月19日 - 1999年12月26日）は、マディヤ・プラデーシュ州出身のインドの弁護士および政治家で、1992年から1997年までインドの第9代大統領を務めた。

## 経歴
ボパールで生まれ、アーグラ、アラハバード大学、ラクナウ大学で学び、ケンブリッジ大学で憲法の博士号を取得した。弁護士、ハーバード大学のブランダイス研究員としても活躍したが、1948年から1949年にかけてボパール州とインドの合併運動の指揮を行ったことにより、8か月の懲役刑に服した。
1992年7月25日に大統領に就任した。就任演説で「平等がなければ自由はほとんど意味がなく、社会正義がなければ平等はほとんど意味がない」と述べ、インドにおけるテロ、貧困、病気、共同体主義との闘いに尽力した。
1999年12月26日にデリーのエスコーツ心臓研究所で心臓発作により亡くなった。
| 公職                                      | 公職                                      | 公職                                  |
| ----------------------------------------- | ----------------------------------------- | ------------------------------------- |
| 先代 ラーマスワーミー・ヴェンカタラーマン | インド共和国大統領 第9代：1992年 – 1997年 | 次代 コチェリル・ラーマン・ナラヤナン |